# Cato Street Conspiracy

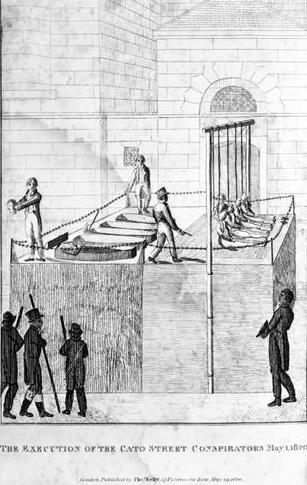
de executie van de samenzweerders

Cato Street Conspiracy is de naam die gegeven werd aan het complot van een aantal Londense arbeiders, die op 23 februari 1820 alle ministers uit het Britse kabinet wilden vermoorden. De groep stond onder leiding van de revolutionair Arthur Thistlewood (1774-1820) en bestond uit aanhangers van de radicale democraat Thomas Spence. De samenzweerders werden echter voor ze hun plan tot uitvoer konden brengen door de politie opgepakt op hun ontmoetingsplaats aan Cato Street. Een aantal van hen werd later opgehangen.
Het idee voor de aanslag werd tijdens een bijeenkomst van Spence-aanhangers geopperd door George Edwards, die in werkelijkheid echter als agent provocateur voor het Britse Ministerie van Binnenlandse Zaken werkte. De dood van Koning George III op 29 januari 1820 had geleid tot een politieke crisis. Edwards overtuigde de groep ervan dat ze de politieke situatie konden uitbuiten door de ministers uit het kabinet om te brengen. Er werd een plan gesmeed om een gewapende overval te plegen op een diner van de kabinetsleden in het huis van Lord Harrowby. Thistlewood geloofde dat hun daad tot een algemene opstand tegen de regering zou leiden, en begon medestanders te rekruteren voor het plan. In totaal waren 27 mannen bereid aan de overval mee te werken.
Op de avond van 23 februari vielen politietroepen de vergaderlocatie aan Cato Street (in de buurt van Edgware Road) binnen, waar de groep op dat moment bijeen was. Bij die inval werd één politieagent met een zwaard gedood door Thistlewood en wisten enkele samenzweerders, waaronder ook Thistlewood zelf, te ontkomen. Enkele dagen later werden zij echter alsnog opgepakt.
Twee van de mannen, Robert Adams en John Monument, getuigden tegen hun kameraden in ruil voor hun vrijheid. De andere aangeklaagden werden op 28 april ter dood veroordeeld wegens hoogverraad.
Arthur Thistlewood, John Brunt, William Davidson, James Ings, en Richard Tidd werden op 1 mei in de Newgate-gevangenis opgehangen. De doodstraffen van Charles Copper, Richard Bradburn, John Harrison, James Wilson en John Strange werden omgezet tot levenslange verbanning naar een strafkolonie.